# Bazilika svatého Štěpána (Székesfehérvár)
Katedrální bazilika svatého krále Štěpána ve Stoličném Bělehradě (maďarsky Székesfehérvári Szent István-székesegyház) nebo též katedrála v Székesfehérváru / Stoličném Bělehradě je římskokatolická katedrála diecéze Stoličný Bělehrad v Maďarsku. Chrám se zasvěcením svatému Štěpánovi uherskému králi, má také titul basilica minor  a je chráněn jako kulturní památka. 

## Dějiny

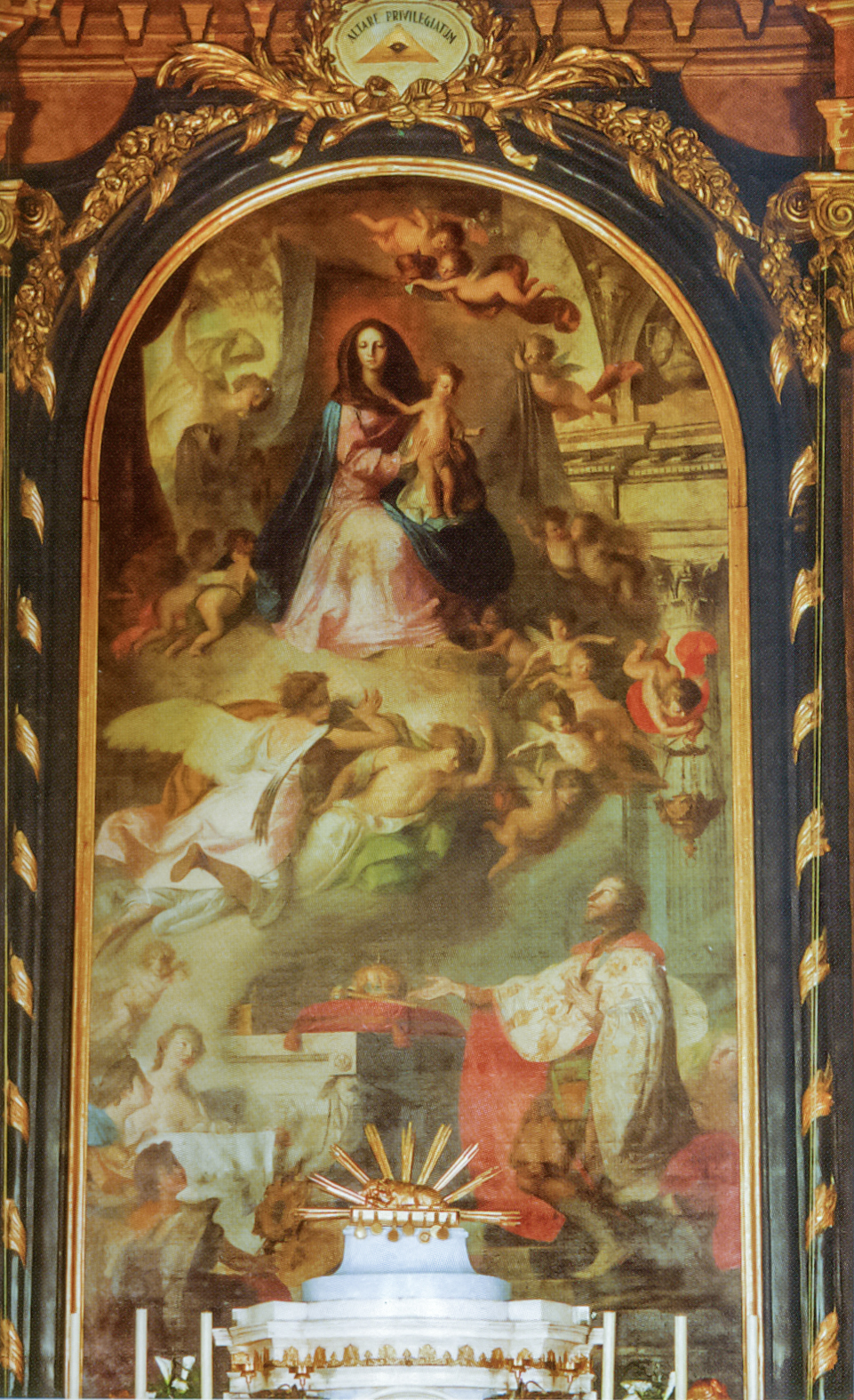
Hlavní oltář od Vinzenze Fischera (1775): Král Štěpán I. zasvěcuje uherskou korunu Panně Marii

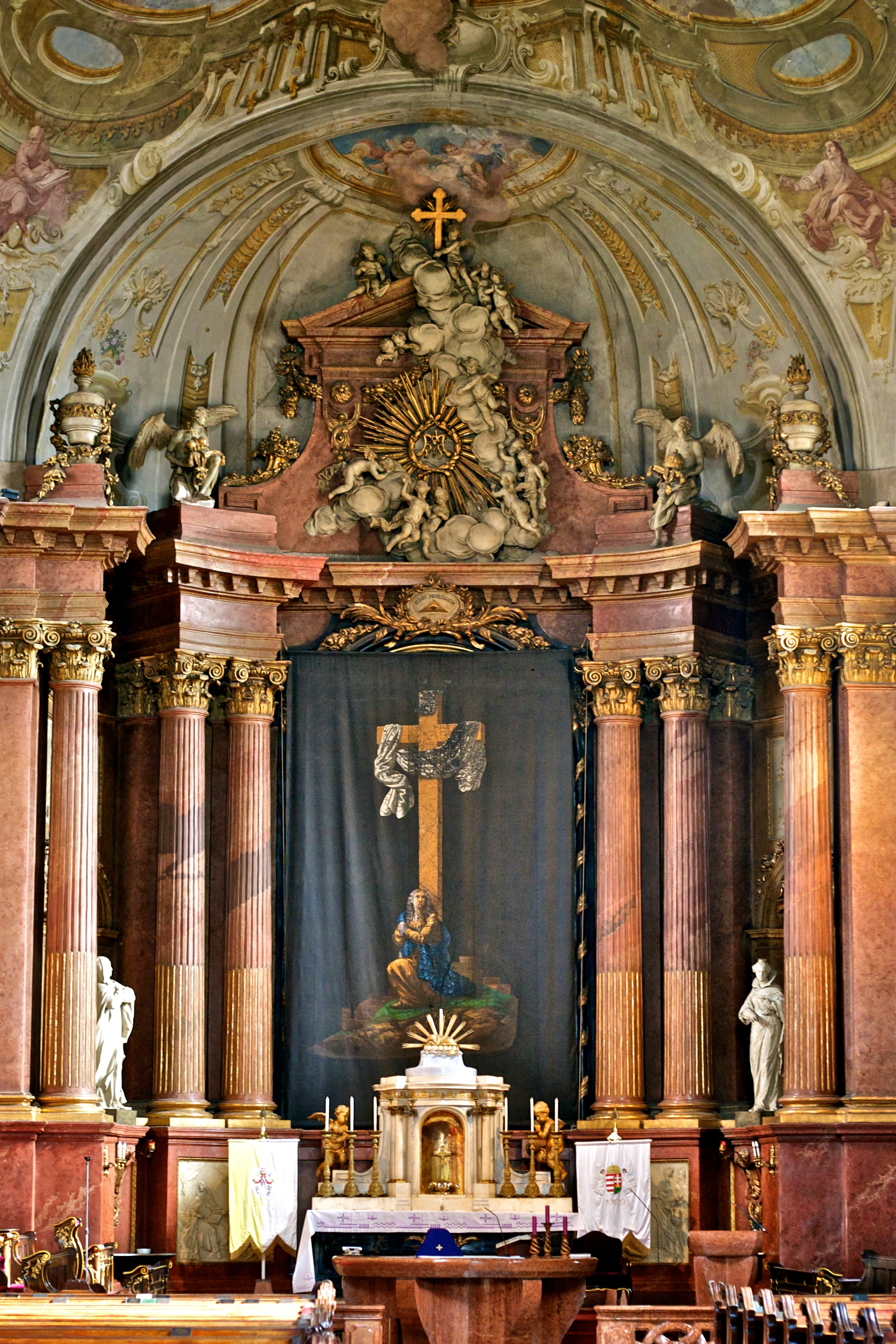
Oltářní místnost během postní doby

V roce 1010 byla dokončena původní bazilika ve Stoličném Bělehradě králem Štěpánem I. Ta však byla zničena během tureckých válek v roce 1601. Nedaleko od ní na kopci jižním směrem se nacházela první panovnická rezidence, palác velkoknížete Gézy, nejstarší část města. To zahrnovalo také gotickou baziliku sv. Petra a Pavla, na jejíž základech byl v letech 1758 - 1768 postaven nový farní kostel székesfehérvárské diecéze v barokním slohu podle návrhu Martina Grabnera.
Výstavba byla financována z darů, včetně příspěvku od císařovny Marie Terezie. Ta také v roce 1777 s požehnáním papeže Pia VI. založila zdejší biskupství a kostel byl povýšen na katedrálu.
V letech 1805 až 1815 byly navýšeny chrámové věže.
V roce 1938 papež Pius XI udělil katedrále titul baziliky minor.

## Popis
Nad portálem se tyčí dvojvěžní průčelí, na jehož římse jsou umístěny sochy svatých uherských králů Štěpána, Ladislava a Emmericha. Obě věže jsou opatřeny hodinami.
Chór s oltářem a kazatelnou navrhl slavný rakouský architekt Franz Anton Hillebrandt. Oltář znázorňuje klečícího sv. Štěpána, kterak předává uherskou korunu Panně Marii. Autorem oltáře z červeného mramoru s korintskými sloupy je Vinzenz Fischer.
Impozantní nástropní fresky s výjevy ze života sv. Štěpána jsou dílem Johanna Cymbala. Zastavení Křížové cesty jsou od sochaře Barny Búzy z 50. let 20. století.
V kryptě kostela je jsou v sarkofágu uloženy ostatky krále Bély III. a jeho manželky Anežky ze Châtillonu. 